# Запаро-Марьевка
Запаро-Марьевка (укр. Запаро-Мар'ївка) — село в Александровской поселковой общине Краматорского района Донецкой области Украины.

## Общие сведения
Население по данным на 2021 год составляло 397 человек. Почтовый индекс — 84062. Телефонный код — 6269.